# Antivaleria viridimacula
Antivaleria viridimacula är en fjärilsart som beskrevs av Ludwig Carl Friedrich Graeser 1888. Antivaleria viridimacula ingår i släktet Antivaleria och familjen nattflyn. Inga underarter finns listade i Catalogue of Life.